# 알리 봉고 온딤바
알리 봉고 온딤바(프랑스어: Ali Bongo Ondimba, 1959년 2월 9일~)는 알리 봉고(프랑스어: Ali Bongo)라고도 알려진 가봉의 정치인으로 2009년 10월 16일부터 가봉의 세 번째 대통령이다.
알리 봉고는 1967년부터 2009년 사망할 때까지 가봉의 대통령이었던 오마르 봉고의 아들이다. 1989년부터 1991년까지 외교부 장관을 지냈으며, 1991년부터 1999년까지 봉고빌 국회의원을 지냈으며, 1999년부터 2009년까지 국방부 장관을 지냈다. 그의 아버지가 사망한 후, 그는 2009년 가봉 대통령 선거에서 승리했다. 2016년에 그는 수많은 부정, 체포, 인권 침해, 선거 후 시위와 폭력으로 얼룩진 선거에서 재선되었다. 2023년 8월 30일, 가봉 대선 결과에 불복한 군부가 쿠데타로 그를 대통령직에서 축출하고 군사정권을 수립했다.

## 어린 시절 및 경력

### 출생
알리 봉고는 알랭 베르나르 봉고(프랑스어: Alain Bernard Bongo)라는 이름으로 알베르 베르나르 봉고(나중에 오마르 봉고 온딤바로 개명)와 조세핀 카마의 아들로 브라자빌에서 태어났다. 그의 어머니는 그가 태어났을 때 18세였다. 그는 알베르가 결혼하기 18개월 전에 임신했고 그가 봉고의 양아들이라는 소문이 돌았다. 1973년에는 이슬람교로 개종했다.

### 교육 및 음악 경력
봉고는 프랑스 노이이의 사립학교에서 교육을 받은 후 소르본 대학교에서 법학을 공부하고 중국 우한 대학교에서 박사학위를 받았다. 1977년 찰스 밥빗이 프로듀싱한 펑크 음반 《A Brand New Man》을 발매했다.

### 초기 정치 경력
1981년 가봉 민주당(프랑스어: Parti Démocratique Gabonais, 약칭 PDG)에 입당하여 정계에 입문하였고, 1983년 3월 제3차 임시 당대회에서 PDG 중앙위원회에 선출되었다. 이후 부친의 PDG 개인대표를 거쳐 1984년 PDG 정치국에 들어갔다. 1986년 9월 정기 당대회에서 정치국원으로 선출되었다.
1990년 총선(다당제 도입 후 첫 선거)에서 PDG 후보로 오트오고웨주에 당선되었다. 2년간 외무장관으로 일한 후, 1991년 개헌으로 장관들의 최저 연령을 35세로 정하면서 그는 정부를 떠났다.
정계를 떠난 봉고는 1991년 국회의원에 취임했다. 1992년 2월, 그는 미국의 팝 가수 마이클 잭슨의 가봉 방문을 주선했다.

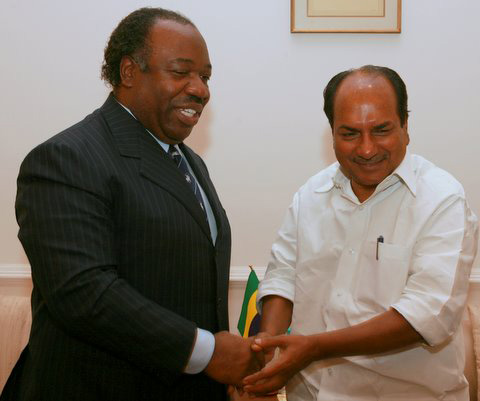
2007년 인도 뉴델리에서 A. K. 안토니와 함께한 알리 봉고

봉고는 1996년에 가봉 이슬람 고등 평의회의 의장이 되었다. 1996년 12월 국회의원 선거를 앞두고 국방부 장관 이드리스 응가리의 지지자가 PDG 공천에 도전했지만 봉고는 공천을 받아 의석을 유지하는 데 성공했다. 그 도전에서 살아남으면서, 그는 그의 주요 정치적 동맹 중 하나인 외삼촌 장보니페이스 아셀레의 도움으로부터 이익을 얻었다. 1999년 1월 25일 국방부 장관에 임명되었으며, 7년 이상의 부관직을 수행한 후, 봉고는 정부에 임명되었다.
2001년 12월 국회의원 선거에서 봉고는 오트오고웨주에서 PDG 후보로 국회의원으로 선출되었다. 2003년 7월 PDG의 제8차 통상 회의에서 PDG의 부회장으로 선출되었다. 2005년 대통령 선거 동안, 그는 청년 조정관으로 그의 아버지의 재선 캠페인에 일했다. 그 선거에 이어 그는 국방부 장관을 유지하면서 2006년 1월 21일 국무장관으로 승진했다.
봉고는 2006년 12월 국회의원 선거에서 오트오고웨주에서 PDG 후보로 재선되었다. 그는 2007년 12월 28일에 일반 장관으로 강등되었지만, 그 선거 이후에도 국방부 장관직을 유지했다. 2008년 9월 PDG의 제9차 통상 회의에서 PDG의 부회장으로 재선되었다.

## 선거 및 대통령직

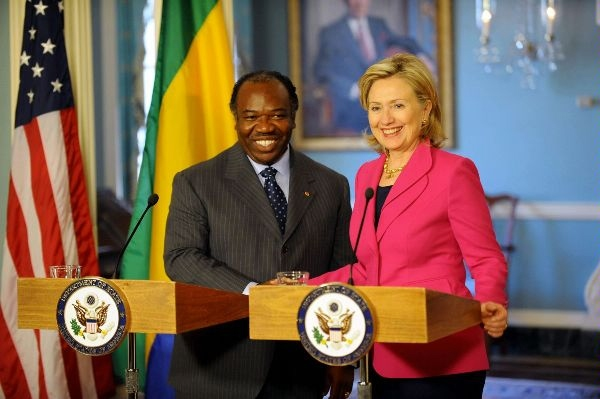
힐러리 클린턴, 2010년 워싱턴 D.C.에서 알리 봉고와 만나다.

오마르 봉고는 2009년 6월 8일 스페인 병원에서 사망했다. 알리 봉고는 그날 밤 텔레비전에 출연하여 "돌아가신 아버지께 너무나도 소중한 단결과 평화를 보존하기 위한 마음의 고요함과 평온함과 경건함"을 호소했다.
아버지에 의해 주요 직책에 임명된 그는 2009년 6월 아버지의 사망에 따라 아버지의 후계자로 부상할 가능성이 널리 고려되었다. 그러나 일부 언론은 봉고와 그의 누나 파스칼린이 대통령 관방장관을 지냈다는 점을 시사하며 권력투쟁을 예고했다. PDG 지도부 내의 알리 봉고에 대한 지지도 또한 언론에서 의문이 제기되었고, 많은 가봉인들이 "그를 콩고-브라자빌에서 태어나 프랑스에서 자란 버릇없는 아이로 보고, 토착 언어를 거의 말할 수 없고 힙합 스타의 모습을 하고 있다"고 주장했다.

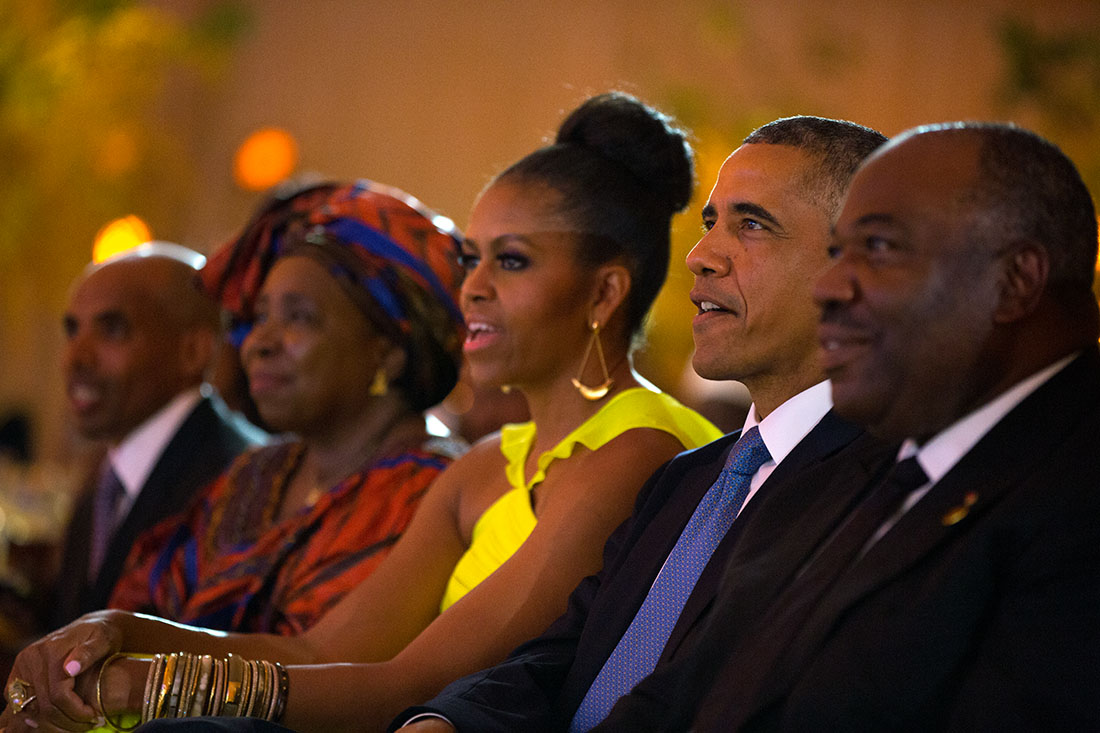
2014년 정상회담에서 버락 오바마, 미셸 오바마와 함께 한 봉고

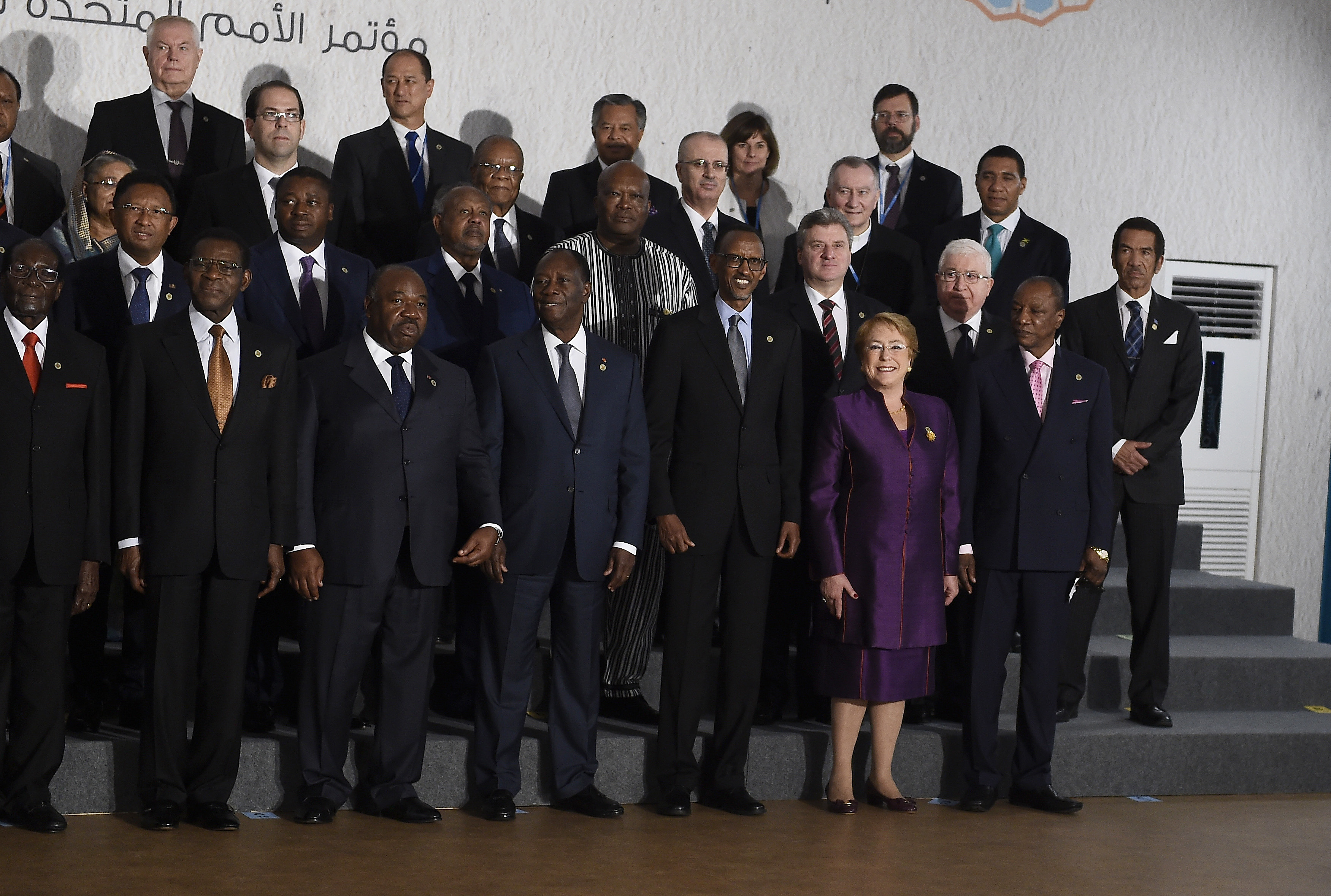
2016년 다른 국가 지도자들과 함께 봉고 (왼쪽에서 세 번째)

봉고는 2009년 8월 30일로 예정된 조기 대선에서 PDG의 후보가 되기 위해 지원서를 제출한 10명의 후보 중 한 명이었다. 앙헬 온도 PDG 부사무총장은 7월 16일 당 지도부가 합의를 통해 봉고를 PDG 후보로 선택했다고 발표했지만, 이 결정은 여전히 당 대회에서 공식적으로 확인되어야 했다. 이에 따라 7월 19일 임시 PDG 의회는 봉고를 당의 후보로 지정했다. 그 때, 그는 "국민들의 정당한 우려를 알고 있다"며 대표단의 선택에 감사를 표했다. 그는 대통령으로서 부패와 싸우고 "경제 성장의 수익을 재분배"하겠다고 맹세했다.
2009년 7월 22일에 임명된 정부에서 대통령 후보임에도 불구하고, 봉고는 국방부 장관직을 유지했다. 로즈 프랑신 로공베는 침착함을 촉구하고 후보자들이 그들이 받을 표에 "가치가 있는" 사람이 될 것을 요구했다. 야당은 봉고가 계속 정부에 포함되는 것에 강하게 반발했다. 임시 대통령 로공베가 봉고를 교체하여 모든 후보들이 선거에 동등한 위치에 있도록 할 것이라고 말한 후, 2009년 8월 15일 선거 운동이 공식적으로 시작되었을 때, 내무부 장관 장프랑수아 은동우가 임시 자격으로 봉고로부터 국방부 장관으로 임명되었다.
2009년 8월 30일 선거 며칠 후, 그가 42%의 득표율로 당선되었다고 발표되었고, 그 결과는 즉시 헌법재판소에 의해 확인되었다. 야당은 공식 결과를 거부했고, 가봉에서 두 번째로 큰 도시인 포르장티에서는 폭동이 일어났다. 2009년 10월 12일 41.79%의 득표율로 봉고의 당선을 다시 선언하기 전에, 헌법재판소는 재검표를 실시했고, 그는 10월 16일 대통령에 취임했다. 다양한 아프리카 대통령들이 그 행사에 참석했다. 봉고는 시상식에서 정의와 부패와의 싸움에 대한 헌신을 표현하고 "자신감을 되찾고 새로운 희망의 출현을 촉진하기 위해" 빠른 조치가 필요하다고 말했다. 그는 또한 권력 배분에서 지역적, 부족적, 정치적 균형을 통해 안정성을 보존하는 아버지의 통치 철학을 언급하면서, 또한 "지리적, 정치적 고려사항"보다 "우수함, 능력, 그리고 일"이 훨씬 더 중요하다고 강조했다. 그날 오후, 그는 폴 비요게 음바를 총리로 재선임했다고 발표했다. 그는 개인적으로 "이 순간의 중요성을 강조하기 위해" 발표했다. 봉고에 따르면 음바는 "다음 단계로 우리를 이끌기 위해" 필요한 경험과 관리 능력을 가지고 있으며, 그는 "즉각적으로" 일이 시작될 것이라고 말했다.
음바의 새 정부 구성은 10월 17일에 발표되었고, 단지 30명의 장관들로 축소되었고, 따라서 정부의 규모를 줄이고 그에 따른 비용을 줄이겠다는 봉고의 선거 공약을 이행했다. 정부는 또한 폴 퉁기 (외교부 장관), 장프랑수아 은동구 (내무부 장관), 로레 올가 곤드주트 (통신부 장관)과 같은 몇몇 핵심 장관들이 그들의 직위를 유지했지만, 많은 기술 관료들을 포함한 대부분의 새로운 인물들로 구성되었다.

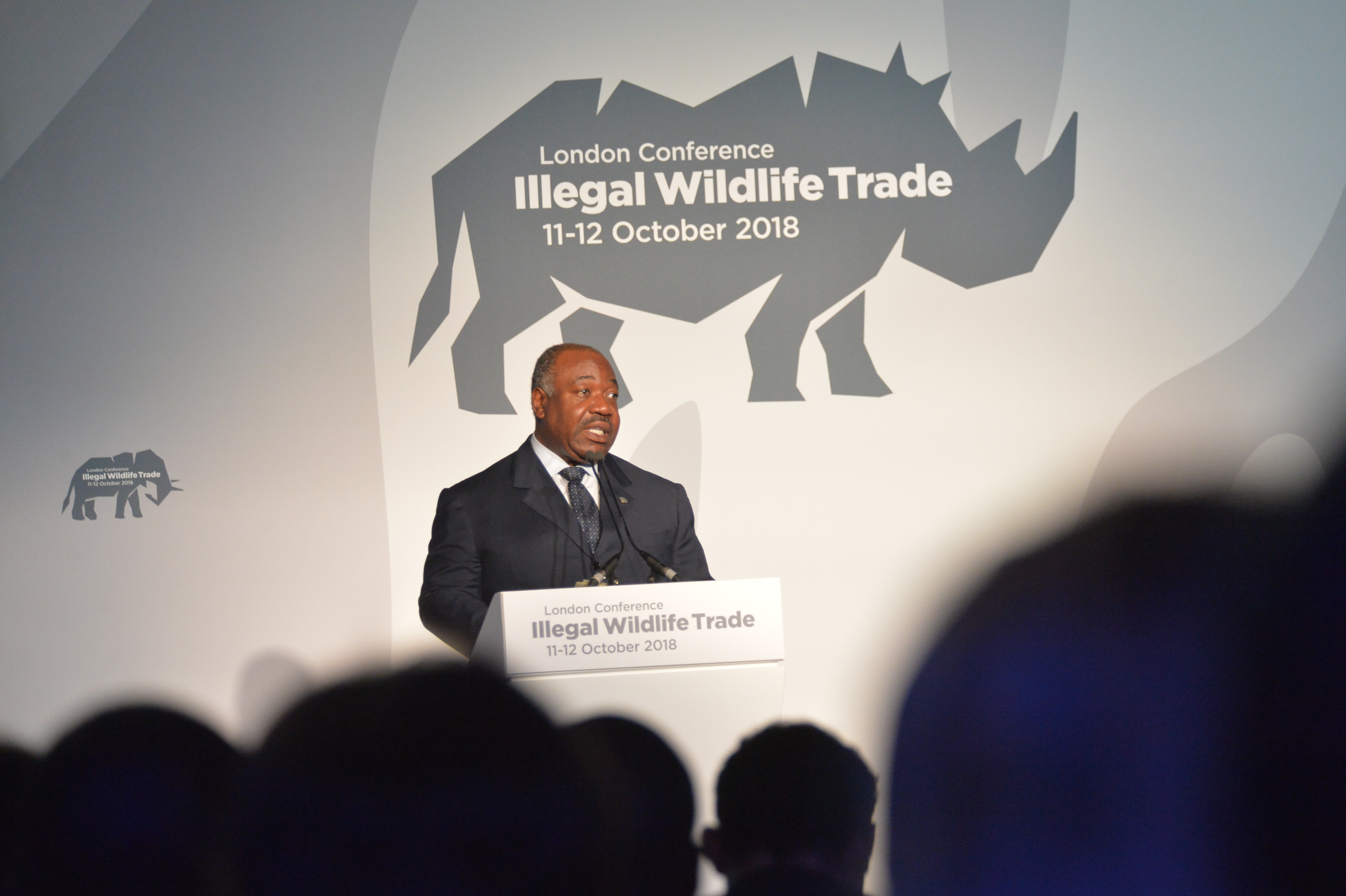
알리 봉고 온딤바가 2018년 10월 런던에서 열린 불법 야생동물 무역 회의에서 연설하고 있다.

2011년 6월 9일, 알리 봉고와 버락 오바마는 백악관에서 만났다.
2012년 리브르빌에서 야당인 앙드레 음바 오바메의 지지자들과 경찰 사이에 충돌이 발생했다.
2015년 8월 17일, 봉고는 아버지로부터 물려받은 모든 것을 "청소년과 교육을 위한 재단"의 형태로 가봉의 젊은이들에게 기부할 계획이라고 발표했다. 그는 자신의 결정을 설명하면서 "우리는 모두 오마르 봉고 온딤바의 상속자"라며 "가봉인들은 길가에 남겨져서는 안 된다"고 말했다.
가봉의 경제는 천연 자원의 생산과 수출에 전적으로 전념하면서 임대 전략에 계속 기반을 두고 있다. 또한 2016년 활동 인구의 약 30%의 실업률, 학생 또는 노조 시위 중 신속한 체포 (2016년 1월 이후 다수), 의료 접근성 악화 (현재 병원에 입원하려면 30만 CFA 프랑의 보증금이 필요함), 공공 서비스 부족, 반복되는 전기 공급 중단. 인구의 절반 이상이 빈곤선 아래에 있다.
2018년 10월 24일, 봉고는 알려지지 않은 병으로 사우디아라비아 리야드에 입원했다. 2018년 11월 29일, 봉고는 모로코 라바트의 군 병원으로 이송되어 회복을 계속했다. 2018년 12월 9일, 봉고는 리야드에서 뇌졸중으로 쓰러져 라바트의 병원을 떠났고 현재 라바트의 개인 거주지에서 회복 중이라고 가봉의 부통령 피에르 클라버 마강가 무사부가 보고했다. 2018년 10월 24일부터 2019년 1월 1일까지 봉고는 공개석상에 모습을 드러내지 않았으며, 이로 인해 봉고가 사망하거나 무력화되었을 가능성이 있다는 추측이 난무했다. 2019년 1월 1일, 봉고는 2018년 10월 병으로 사망한 이후 첫 공식 연설을 소셜 미디어에 올렸다. 그럼에도 불구하고, 해외에 거주하는 많은 반봉고 운동가들은 그 비디오의 정당성에 의문을 제기했고, 일부는 그 주소를 주는 남자가 봉고가 아니라 신체 이중체라고 주장했다. 2019년 8월, 봉고는 뇌졸중 이후 처음으로 공식 석상에 모습을 드러냈다. 그는 뇌졸중 이후 여러 차례 휠체어를 이용해 대중 앞에 모습을 드러냈다.

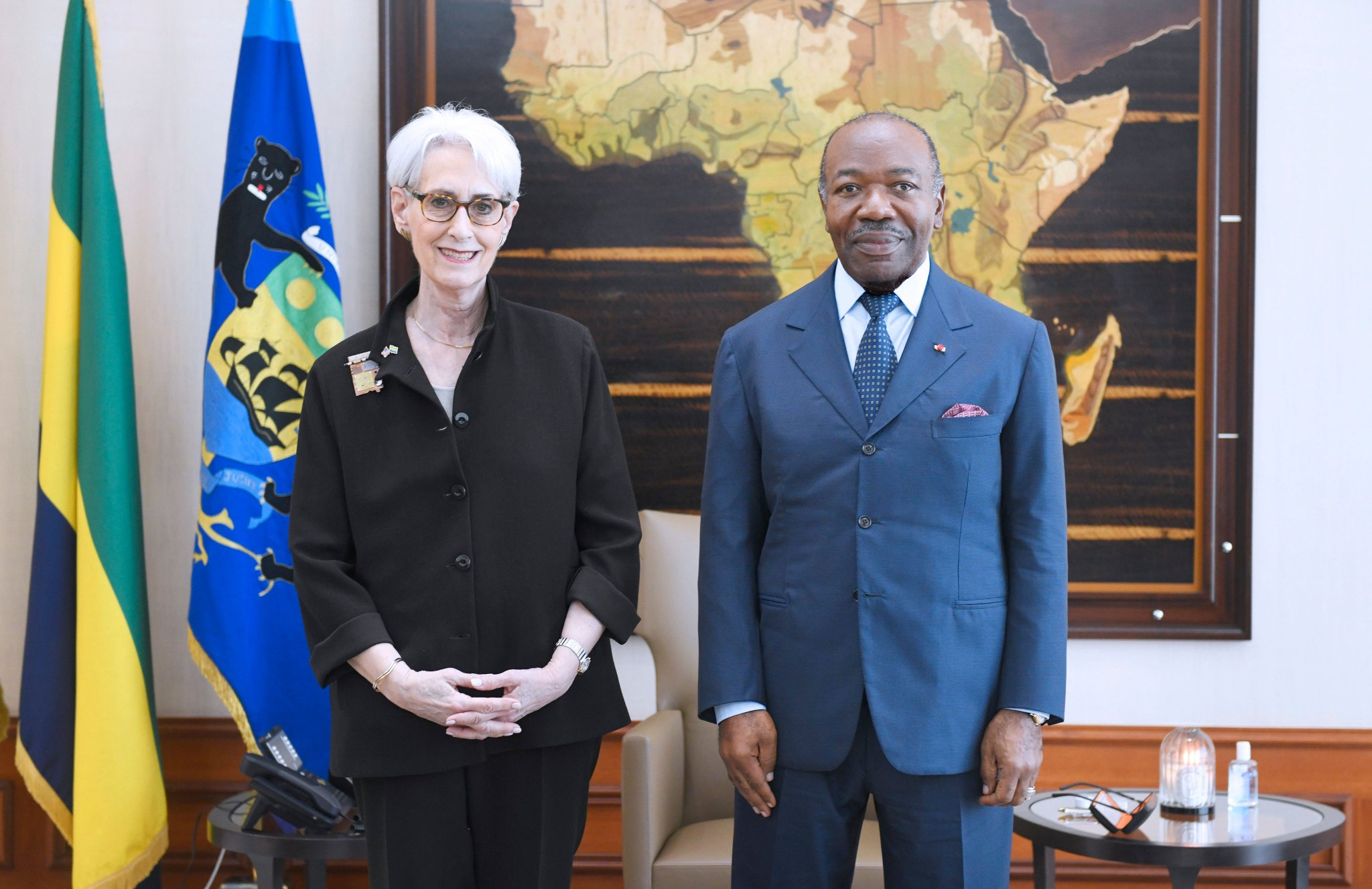
웬디 셔먼은 2022년 5월 리브르빌에서 알리 봉고 온딤바와 만났다.

2019년 1월 7일, 가봉의 군인들은 쿠데타를 시도했다. 쿠데타 시도는 실패했고, 정부는 성공적으로 통제권을 다시 주장했다. 그러나 독재 정권을 비판하는 사람들이 보도한 것처럼 쿠데타는 실제로 일어나지 않았을 수 있으며 정부가 지지를 얻기 위한 전술로 사용될 수도 있다.
봉고의 의료적인 정치 부재로 인해 가봉은 외국인 소유 기업을 대상으로 한 공무원 부패가 확산되는 것을 목격했다.
2020년 1월 초, 상원과 국회는 대통령이 선거를 대신하여 상원의원의 3분의 1을 임명할 수 있는 개헌안을 통과시켰다.
2021년 10월 판도라 페이퍼스 유출 사건에서 봉고가 이름을 올렸다.

## 2023년 선거 및 전복
2018년 1월, 양원제인 가봉 의회의 양원은 국가의 이전 대통령 선거와 의회 선거에 사용되었던 단 한 번의, 후순위의 단 한 번의 투표 시스템을 대체할 결선투표제 시스템을 만드는 것에 찬성표를 던졌다. 이는 이후 2월의 정치적 협의에 이어, 가봉 총선을 거의 5개월 앞둔 2023년 4월에 번복되었다. 가봉 정부가 동의한 다른 변화에는 재선 제한 폐지뿐만 아니라, 국가의 모든 선출된 공직자에 대한 5년 임기가 포함된다.
8월 26일에 실시될 예정이었던 선거를 대략 한 달 앞두고, 가봉 선거 센터는 유권자들이 선호하는 대통령 후보와 같은 정당의 국회의원 후보를 지지하도록 하는 투표 시스템에 대한 막판 변경을 발표했다. 유력한 야당 후보인 알베르 온도 오사는 무소속이기 때문에, 가봉 유권자들은 그와 오사를 공동 후보로 선택한 다당 교대 2023 야당 연합의 의회 대표에게 동시에 투표하는 것이 불가능해졌다.
보도에 따르면 선거 당일 외국 언론 매체들과 독립 참관인들은 가봉에 입국하는 것이 금지되었다. 여러 투표소에서 지연 신고가 접수되었으며, 투표할 기회를 얻기 전에 사람들이 몇 시간 동안 줄을 서서 기다리는 등 지연 신고가 이루어졌다. 투표가 진행된 후 저녁, 가봉 정부는 프랑스 뉴스 매체들의 인터넷 접속과 언론 방송을 제한하였으며, 통행금지령이 내려졌다.
투표가 끝나기 단 두 시간 전에, 온도 오사는 "봉고 진영이 꾸민 사기"라고 비난했다. 그는 이미 승리를 주장했고, 봉고에게 알려진 그의 득표수에 근거하여 평화적인 권력 이양을 용이하게 할 것을 촉구했다. 공식적인 선거 결과는 사전 통지 없이 국영 TV를 통해 한밤중에 발표되었다. 가봉은 "가짜 뉴스"와 잠재적인 폭력의 확산을 막기 위해 시행된 정부에 의해 시행된 조치들인, 통금령 아래 놓였고 인터넷 접속이 전국적으로 차단되었다.
8월 30일 이른 아침, 가봉 선거관리위원회는 64.27%의 득표율로 봉고의 재선을 선언했다. 몇 분 후, 군대는 리브르빌의 대통령 궁을 장악했고, 약 십여 명의 군인들이 봉고 정권의 종식을 발표했는데, 군 대변인은 "제도 전환 및 복원 위원회"를 대표하여 연설을 한다고 주장하며, "사회적 결속력의 지속적인 저하, 국가를 혼란에 빠뜨릴 위험을 무릅쓴" 위험을 초래한 봉고의 "무책임하고 예측할 수 없는 통치"를 인용했다. 그들은 또한 최근 선거의 무효화, 국가 기관의 해체 및 국가 국경의 폐쇄를 발표했다. 발표 동안 목격된 장교들 중에는 육군 대령과 공화국 방위군의 일원들이 포함되어 있었다.
군사정권은 이후 봉고와 그의 장남이자 고문인 누레딘 봉고 발렌틴의 체포와 자택 구금을 발표했으며, 두 사람이 가족 및 의사들과 함께 있었다고 덧붙였다. 또한 군사정권에 의해 체포된 몇몇 대통령 보좌관들도 있었다. 군사정권은 그들이 반역, 횡령, 부패, 대통령의 서명 위조 및 마약 밀매를 포함한 혐의에 직면해 있다고 말했다. 그의 구금에도 불구하고, 봉고는 가봉과 전 세계에 있는 그의 친구들과 지지자들에게 쿠데타에 대응하여 "make noise(소리를 내 달라)"라고 요구하며 영어로 도움을 구하며 괴로워하는 모습을 보이는 비디오를 소셜 미디어에 공개했다. 그는 2023년 9월 8일에 석방되었다.
그의 사촌이자 공화국수비대 사령관인 브리스 올리귀는 나중에 군사정권에 의해 임시 대통령으로 임명되었다. 쿠데타 일주일 후, 올리귀는 치료를 위해 자유롭게 나라를 떠날 수 있다고 말하면서, 의학적인 이유로 봉고의 석방을 승인했다. 그의 석방 후, 봉고는 리브르빌에 있는 그의 개인 거주지로 이동했다.

## 역대 선거 결과
| 선거명      | 직책명        | 대수 | 정당        | 득표율 | 득표수    | 결과 | 당락 |
| ----------- | ------------- | ---- | ----------- | ------ | --------- | ---- | ---- |
| 2009년 선거 | 가봉의 대통령 | 3대  | 가봉 민주당 | 41.73% | 141,952표 | 1위  |      |
| 2016년 선거 | 가봉의 대통령 | 3대  | 가봉 민주당 | 49.80% | 177,722표 | 1위  |      |
| 2023년 선거 | 가봉의 대통령 | 3대  | 가봉 민주당 | 64.27% | 293,919표 | 1위  |      |